# Barón Zouche
Robert Curzon 14.º Barón Zouche (16 de marzo de 1810-2 de agosto de 1873), con el título de Honorable Robert Curzon entre 1829 y 1870, fue un viajero inglés, diplomático y escritor, activo en el Oriente Próximo. Fue el responsable de la adquisición de varios importantes manuscritos bíblicos de monasterios ortodoxos orientales.

## Biografía
Curzon era hijo del Honorable Robert Curzon, este a su vez hijo menor de Assheton Curzon, 1.º vizconde Curzon, y su esposa Harriet Anne Bishopp, 13.ª baronesa Zouche - también llamado Bisshoop-. La baronesa Zouche sucedió en la baronía a su padre Cecil Bisshopp el 8.º barón de Bishopp, de Parham Park en el condado Sussex Occidental -desde 1815 como 12.º barón Zouche de Hayngworth- después de que su hermano el teniente coronel Cecil Bisshopp y el heredero Sir Cecil muriera en la Guerra de 1812 contra los estadounidenses. La baronía de Bisshopp fue heredada por un primo. Curzon fue educado en Charterhouse y en el Christ Church (Oxford). En 1831 sucedió a su padre como miembro del parlamento para Clitheroe, un escaño en el que permaneció únicamente hasta el año siguiente.
En su obra Visits to Monasteries in the Levant (1849),  describe y justifica sus adquisiciones de los manuscritos. En su visita al Monte Athos en 1837 y al Monasterio de St Paul, cuenta cómo el abad le dijo: «nosotros no hacemos ningún uso de los libros antiguos, y deberíamos estar felices si desea aceptar alguno», por lo que tomó dos, incluyendo un evangeliario búlgaro iluminado del siglo XIV, ahora en la Biblioteca británica.
Entre 1842 y 1843 Curzon formó parte de la junta británica en Erzurum en la conjunta comisión británico-turco-persa-rusa que debatieron para delinear la frontera turca y persa.
Zouche sucedió a su madre en la baronía el año 1870. Falleció en agosto de 1873, a los 63 años, y fue sucedido en el título en primer lugar por su hijo Robert Nathaniel Cecil George Curzon como 15.º barón (12 de julio de 1851- 31 de julio de 1915) y entonces por su hija Darea Curzon, 16.ª baronesa Zouche (13 de noviembre de 1860- 7 de abril de 1917).
En 1834 trajo algunos manuscritos de Palestina -incluyendo el Testamento Griego códices 548, 552-554- y en 1837 de la península de Athos , entre otros los importantes Evangelios búlgaros de zar Iván Alexander y el Evangelio códices 547, 549-551, 910-911. Después de su muerte fueron prestados al Museo Británico, y a continuación donados por su hija. Ahora se encuentran transferidos a la Biblioteca británica.

## Obras
- Visits to Monasteries in the Levant. Londres. 1849.
- Armenia: A year at Erzeroom, and on the frontiers of Russia, Turkey, and Persia. Londres. 1854.